# Highland Cathedral
Highland Cathedral est une mélodie populaire jouée à la Cornemuse écossaise des Highlands (Great Highland Bagpipe) et accompagnée par orchestre.

## Historique
Cette musique fut composée en 1982 par les compositeurs allemands Ulrich Roever et Michael Korb à l'occasion des Highland Games qui se déroulaient en Allemagne, pour remplacer l'hymne national écossais, en remplacement du non officiel Scotland the Brave et Flower of Scotland. Par la suite, il sera orchestré de plusieurs manières différentes, et recevra des paroles en anglais, et en gaélique écossais, par l'Écossais Peter Kelly.
Il  donna son titre à l'album éponyme des Royal Scots Dragoon Guards, puis repris dans l'album Spirit of the Glen, qui reçut un prix Classical Brit en 2009. Depuis, il a été joué à de nombreux évènements culturels écossais, comme le tournoi écossais de rugby Scotland's Rugby Union. Ce même morceau servit d'hymne à la police royale de Hong Kong sous règlementation britannique, qui prit fin en 1997. Il fut joué à la cérémonie d'amenée du drapeau du gouverneur de Hong Kong à la résidence officielle de Chris Patten, la Government House dans le quartier central de Hong Kong ; ainsi qu'à la passation de pouvoir lors du dernier jour sous législation britannique.
C'est le morceau de cornemuse favori du gouverneur Patten, comme il l'indique lui-même dans l'émission Asia Today de la BBC.
Enfin, c'est aussi un morceau populaire joué dans les mariages écossais, ou de par le monde.

À titre d'exemple, depuis 2011, cet air est régulièrement repris lors des différentes messes internationales à l'occasion du Pèlerinage Militaire International qui se tient chaque année au mois de mai à Lourdes.
Il fut joué en date du 4 mai 2019 aux obsèques nationales du Grand-Duc Jean dans la Cathédrale Notre-Dame de Luxembourg par les  Irish Guards et la Musique militaire grand-ducale.

## Paroles
Les paroles furent ajoutées en 1990 par l'Écossais Peter Kelly. Elles existent en anglais mais aussi en gaélique écossais.
Il n'y a qu'une série de paroles enregistrées auprès des PRS et MCPS par Ben Kelly en 1990. D'autres versions ont été tentées, mais cette version est celle utilisée aux championnats écossais de rugby, et dans diverses autres cérémonies. Elles racontent un instant de l'histoire où James VI d'Écosse devint James Ier d'Angleterre, et ce faisant, réunit les terres et clans féodaux pour la première — et probablement dernière[réf. nécessaire] — fois. Ici, Cathedral signifie lieu de rencontre.